# Wieland Payer

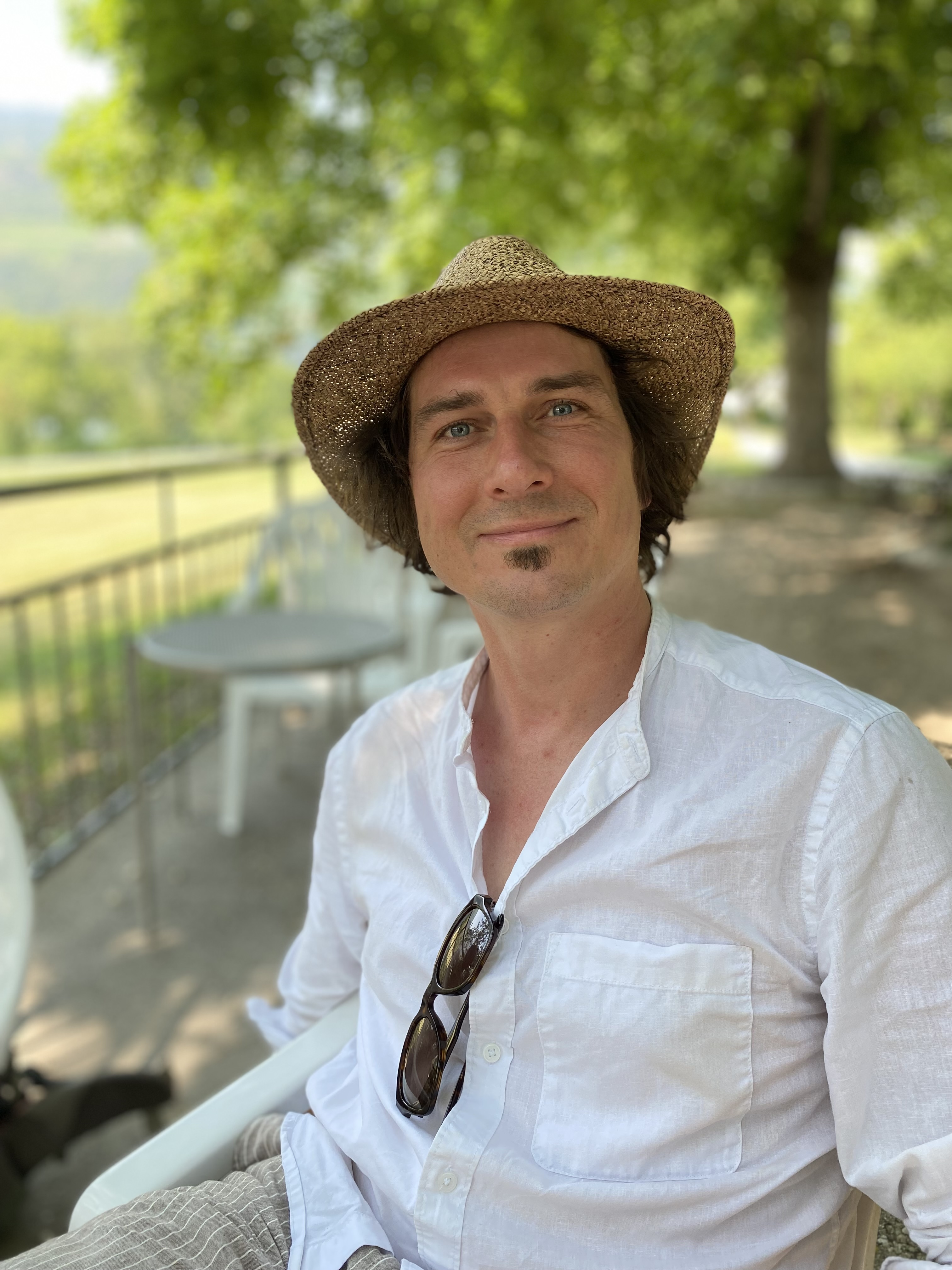
Wieland Payer (2023)

Wieland Payer (* 1981 in Erfurt) ist ein deutscher Künstler.

## Leben
Wieland Payer wurde 1981 in Erfurt geboren. Nach dem Abitur im Jahr 2000 begann er 2001 ein Studium der Architektur an der Technischen Universität Dresden. Im selben Jahr brach er das Studium ab und arbeitete in einer chemischen Fabrik in Jena. 2002 bis 2008 studierte er freie Grafik an der Burg Giebichenstein Kunsthochschule Halle bei Thomas Rug, unterbrochen 2006 bis 2007 von einem Auslandsaufenthalt an der Accademia di Belle Arti di Roma. Nach seinem Abschluss mit Diplom begann er ein weiteres Studium in London. 2011 absolvierte er dort den Master of Arts in printmaking am Royal College of Art.
Seit 2011 lebt und arbeitet Payer in Dresden.

## Kunst

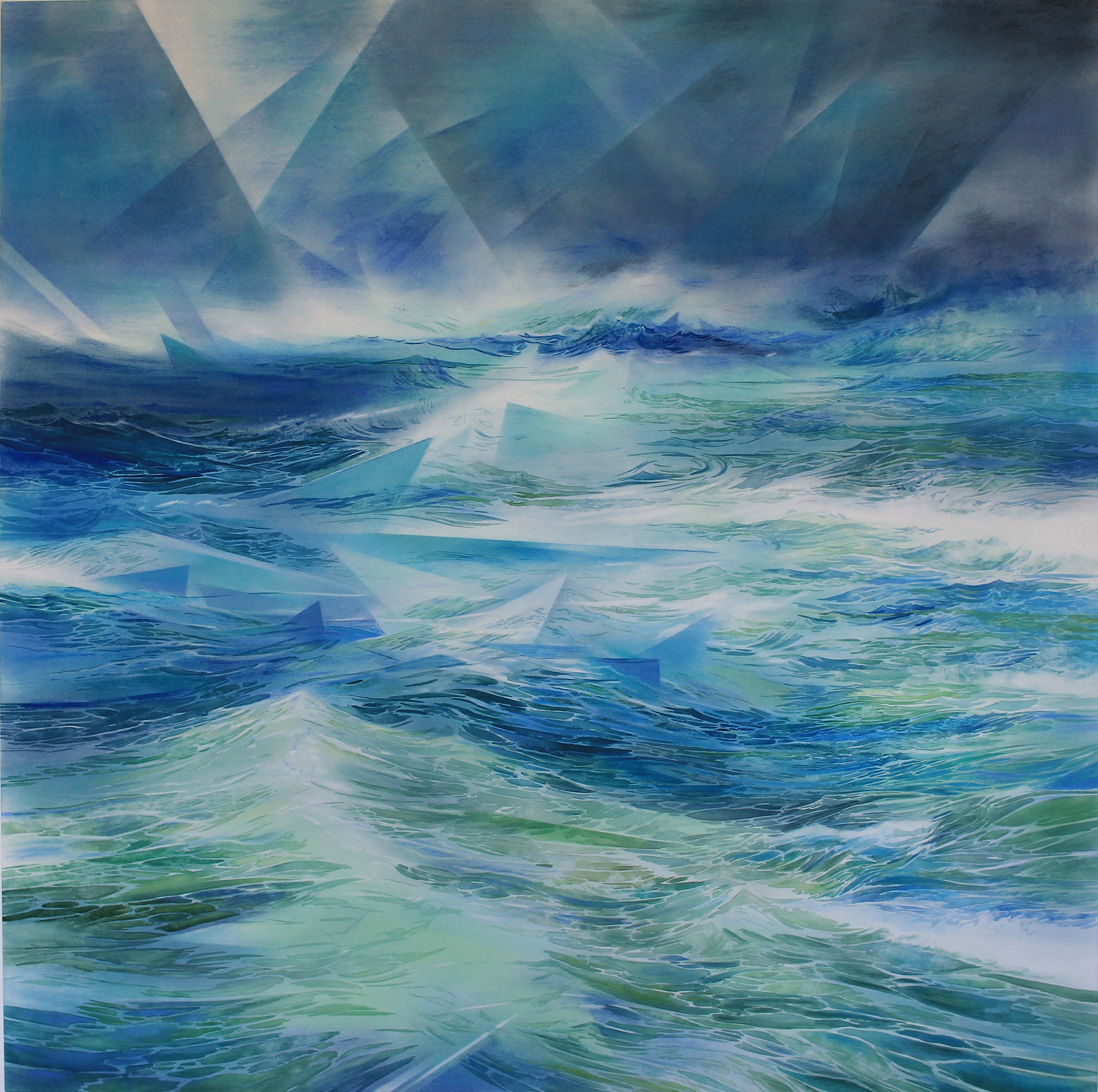
Wieland Payer: Eismeer (2022); Pastell und Aquarell auf grundiertem MDF

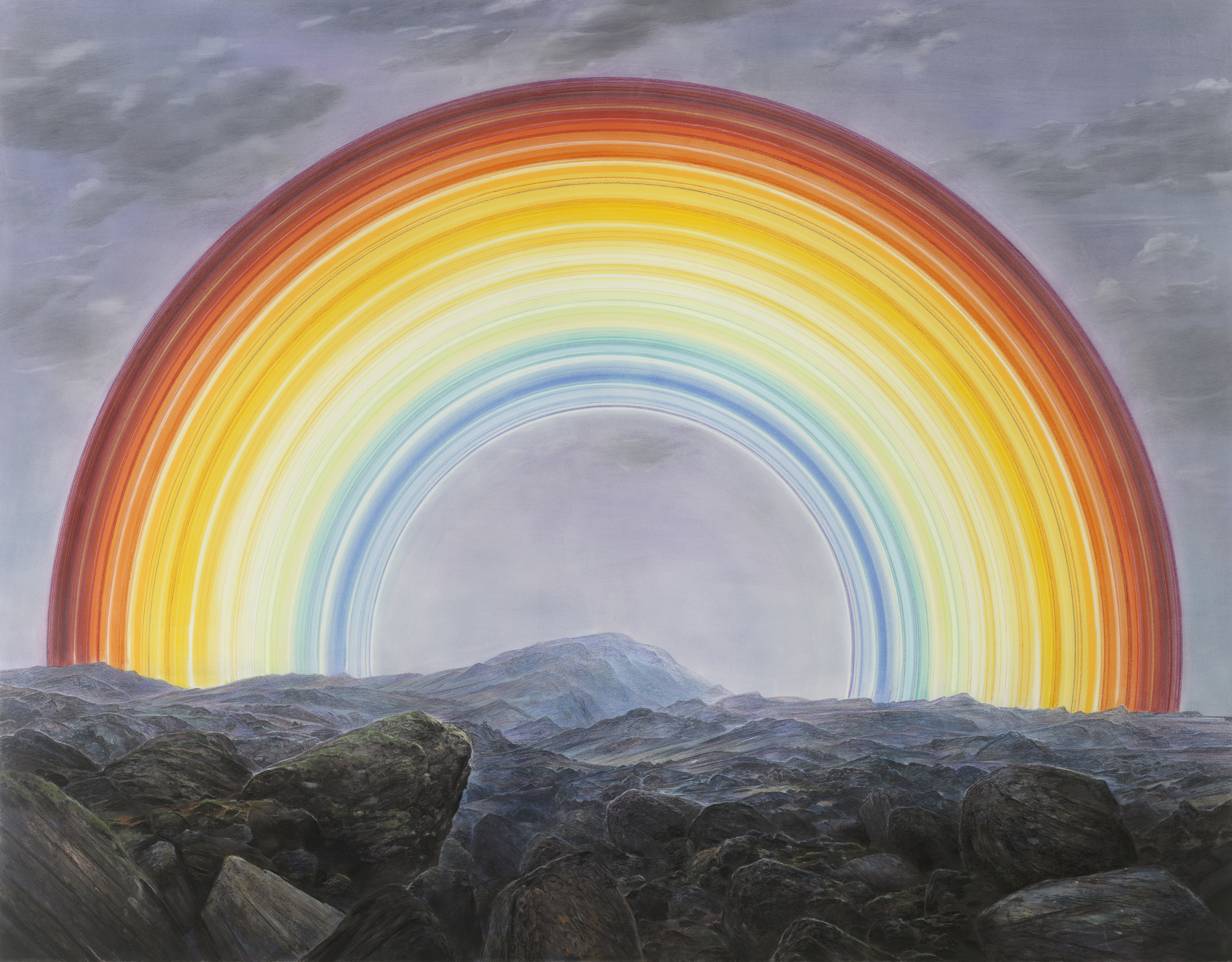
Wieland Payer: Happy End (2018); Pastell und Kohle auf grundierter MDF

Wieland Payer bedient sich grafischer Techniken, hauptsächlich des Pastells zur Gestaltung von Landschaften. Seine Sujets findet er unterwegs, beim Reisen und Wandern. In der Darstellung der Natur orientiert er sich unter anderem an Carl Blechen und Caspar David Friedrich, Künstlern der deutschen Romantik. Doch Payers Werke sind auch durchzogen von geometrischen Formen, die zum einen an die Errungenschaften der modernen Technik wie Telefonleitungen erinnern, die aber auch als abstrakte Flächen in die Komposition eingebunden sind.

## Stipendien und Preise
- 2021: Stipendium „Bouncing Forward“, Kulturrathaus der Landeshauptstadt Dresden
- 2020: Arbeitsstipendium der Kulturstiftung des Freistaates Sachsen im Rahmen des Programmes “Denkzeit” und Förderung der Sommerakademie Frauenstein
- 2019: Katalogförderung durch das Kulturrathaus der Landeshauptstadt Dresden
- 2012: Stipendium der Sparkassenstiftung Mittelthüringen
- 2012: 2. Preis Young Master’s Art Award
- 2011: Tim Mara Purchase Award
- 2011: Painter-Stainers Runner-up Prize
- 2011: Katalog- und Ausstellungsförderung durch die Jürgen Ponto-Stiftung zur Förderung junger Künstler
- 2010: 20:21 Art Fair Award 2010
- 2010: Jahresstipendium des Deutschen Akademischen Austauschdiensts für Großbritannien
- 2009: Jahresstipendium der Studienstiftung des deutschen Volkes für Großbritannien
- 2008: Stipendium der Studienstiftung des Deutschen Volkes

## Ausstellungen (Auswahl)

### Einzelausstellungen
- 2009: Diplomausstellung. Galerie der Burg Giebichenstein im Volkspark[3]
- 2011: Bondasca. Galerie Rothamel, Erfurt
- 2013: What's he building out there? Man & Eve, London
- 2016: Waldstaub. Galerie Rothamel, Frankfurt / Leonhardi-Museum, Dresden[4] / Angermuseum, Erfurt
- 2018: Lichtung. B.C. Koekkoek-Haus, Kleve
- 2018: Vatnajökull. produzenten | galerie, Dresden[5]
- 2018: Ultima Thule II. Galerie Rothamel Frankfurt am Main
- 2018: Lichtung. Museum Koekkoek-Haus, Kleve
- 2019: Biotop. Galerie Rothamel Erfurt
- 2020: Terra Incognita. Galerie Rothamel, Frankfurt am Main
- 2021 Blossom. Galerie Rothamel Erfurt
- 2022: Landschaften. Jenaer Kunstverein
- 2022 Blossom. Museum Schloss Wilhelmsburg (Schmalkalden)
- 2023: Expeditionen. Galerie Rothamel Frankfurt am Main

### Ausstellungsbeteiligungen
- 2007: Illustrative. Festival für Illustration, Berlin[6]
- 2008: Stipendium der Studienstiftung des Deutschen Volkes
- 2008: Grafisch. Absolventen und Studenten der Klasse Rug im LIA, Leipzig
- 2010: Anything I Can Do You Can Do Better? Cafe Gallery, London
- 2011: Fokus Junge Kunst. Lindenau-Museum, Altenburg
- 2011: Final Show. Royal College of Art, London
- 2011: Tim Mara Purchase Award, London
- 2011: Painter-Stainers Runner-up Prize, London
- 2011: Stadt Land Fluss. Jenaer Kunstverein, Jena
- 2011: From Garden City to Green City. Garden Museum, London
- 2011: The future can wait. Victoria House, in Zusammenarbeit mit Saatchi & Channel 4, London
- 2013: Summer of Paper. Koeln-Art, Köln
- 2014: Ostrale. Dresden
- 2016: The Great Leap. Gruppenausstellung. Galerie Rothamel, Erfurt
- 2018: NEUSTART. produzenten | galerie, Dresden
- 2018: Import/Export. Axel Obiger, Berlin
- 2023: Halle am Meer. Kunstmuseum Moritzburg Halle (Saale), Kunstmuseum Ahrenshoop

## Öffentliche Sammlungen
- Bundesumweltministerium, Berlin
- Neue Sächsische Galerie, Chemnitz
- Angermuseum, Erfurt
- Sparkasse Mittelthüringen, Erfurt
- Royal College of Art, London
- Garden Museum, London
- Klingspor Museum, Offenbach
- Stiftung Christliche Kunst Wittenberg[7]